# ユスティン・ハインリヒ・クネヒト
ユスティヌスまたはユスティン・ハインリヒ・クネヒト（JustinusまたはJustin Heinrich Knecht 1752年9月30日 - 1817年12月1日）は、ドイツの作曲家、オルガニスト、音楽理論家。

## 生涯
クネヒトはビーベラハ・アン・デア・リスに生まれた。この町でオルガン、鍵盤楽器、ヴァイオリン、歌唱を学ぶ。1768年から1771年にかけてエスリンゲン・アム・ネッカーにあるルーテル教会の大学で学ぶ間に、ビーベラハでルーテル教会の教師、音楽監督となった。1803年まで帝国自由都市であったビーベラハは文化的に恵まれていた。クネヒトは1792年に聖マルティン教会のオルガニストに就任する。この教会はルーテル教会信者とカトリック教会信者の両方が使用していた。
クネヒトの音楽活動は精力的で多忙なものだった。劇場音楽、教会音楽を作曲、予約演奏会を主催、ギムナジウムで音楽理論、音響学、美学、作曲、楽器に関する講義を行った。そのギムナジウムは1806年に音楽学校と提携するようになった。1806年12月にシュトゥットガルトに赴きカペルマイスターもしくは同等の職に就くことを希望したが、1807年4月にヴュルテンベルク王国の「楽団監督」（Direktor beim Orchester）に任用されるも翌1808年にビーベラハへ帰郷、その後の生涯をビーベラハで過ごした。

## 作品
作品集はビーベラハのヴィーラント＝アルシーフ（Wieland-Archiv）、テュービンゲンのエバーハルト・カール大学キック・コレクションに保管されている。主題別総カタログはラーデンブルガー（1984年）にある。

### 声楽曲
- 詩篇23篇 （ライプツィヒ 1783年）
- 詩篇第6篇 （シュパイアー 1788年）
- マニフィカト （1790年–1791年）
- 詩篇第1篇 （シュパイアー 1792年）
- Herr Gott, dich loben wir （シュトゥットガルト 1816年） マルティン・ルターの『Herr Gott, dich loben wir』による
- Vollständige Sammlung ... vierstimmiger Choralmelodien für das neue wirtembergische Landesgesangbuch クネヒトとJ.F.クリシュトマンの共編 （シュトゥットガルト 1799年）
- Dixit Dominus （1800年）
- 10のカンタータ （1800年頃）
- テ・デウム （オッフェンバッハ 1801年）
- Wechselgesang der Mirjam und Debora （フリードリヒ・ゴットリープ・クロプシュトック: Der Messias） （ライプツィヒ 1781年）

### オペラと劇場作品
- Die treuen Köhler （オペレッタ G.E. Heermann） 1786年
- Jupiter und Ganymed （プロローグとエピローグ） 1783年
- Die Entführung aus dem Serail （コミック・オペラ C.F. Bretzner） 1787年
- Der lahme Husar （コミック・オペラ F. Koch） 1788年
- Der Schulz im Dorfe, oder der verliebte Herr Doctor （コミック・オペラ C.L. Dieter） 1789年
- Der Kohlenbrenner （歌唱付きルシュトシュピール（喜劇） L. Ysenburg von Buri） 1789年
- Der Musenchor （プロローグ Knecht） 1791年
- Die Glocke （メロドラマ F. Schiller） 1807年
- Die Aeolsharfe, oder Der Triumph der Musik und Liebe （ロマンティック・オペラ N. Remmele） 1807年–1808年
- Feodore （ジングシュピール A. von Kotzebue） 1812年
- Ubaldo （付随音楽 Kotzebue） 1818年

### 管弦楽曲
- Le portrait musical de la nature, ou Grande sinfonie (Pastoralsymphonie) （シュパイアー 1784年–1785年） H.W. HöhnenよりThe Symphony 1720–1840, series C, XIII （ニューヨーク 1984年）として現代版が出ている。この作品はルートヴィヒ・ヴァン・ベートーヴェンの交響曲第6番（田園）の標題を予言するものであり、高い評価を受けている。

### 室内楽曲
- ハープシコード、ヴァイオリンと任意のチェロのためのソナタ （シュパイアー 1790年）
- 2つのフルートのための3つの二重奏曲 （シュパイアー 1791年）
- ピアノ（またはフルートとギター）のための『Diverses danses』 （マインツ 1817年）

### オルガン曲
- Neue vollständige Sammlung ... für ... Klavier- und Orgelspieler （シュパイアー 1791年–1795年）
- Die durch ein Donnerwetter unterbrochne Hirtenwonne （ダルムシュタット 1794年） H.W. Höhnenによる現代版 （ウィースバーデン 1982年）
- 90 kurze und leichte neue Orgelstücke （アウスブルク 1794年）
- Vollständige Orgelschule （ライプツィヒ 1795年–1798年/1989年） - ベートーヴェンはこの作品のコピーを所有していた。
- Sammlung progressiver Orgelstücke （ビーベラハ 1805年）
- Königlich württembergisches ... Choralbuch （シュトゥットガルト 1816年）
- Caecilia （フライブルク 1817年–1819年）

クネヒトはヨハン・ゼバスティアン・バッハの『フーガの技法』を完成させているが（1803年）、これは散逸してしまっている。

### ピアノ曲
- 12の変奏 （ライプツィヒ 1785年）
- Kleine praktische Klavierschule （ミュンヘン 1799年–1802年）
- Kleine theoretische Klavierschule （ミュンヘン 1800年–1801年）
- Bewährtes Methodenbuch beim ersten Klavierunterricht （フライブルク 1820年）

### 理論書
音楽理論の分野においてクネヒトはゲオルク・ヨーゼフ・フォーグラーの考えに賛同していた。
- Erklärung einiger … missverstandenen Grundsätze aus der Voglerschen Theorie （ウルム 1785年）
- Gemeinnützliches Elementarwerk der Harmonie und des Generalbasses 第1集 （シュパイアー 1792年）、第2集から第4集 （シュトゥットガルト 1793年–1797年）
- Kleines alphabetisches Wörterbuch der vornehmsten und interessantesten Artikel aus der musikalischen Theorie （ウルム 1795年）
- Knechts allgemeiner musikalischer Katechismus （ビーベラハ 1803年）
- Luthers Verdienste um Musik und Poesie （ウルム 1817年）
- Theoretisch-praktische Generalbassschule （フライブルク 1817年頃）

## 関連文献
- Lebensbeschreibung Herrn Justin Heinrich Knecht, evangelischen Schullehrers und Musikdirektors der freien Reichstadt Biberach, in Musikalische Real-Zeitung (10 February 1790, 17 February 1790, 24 February 1790)
- F. Schlegel: Justinus Heinrich Knecht (Biberach, 1980)
- 'M. Ladenburger: Justin Heinrich Knecht: Leben und Werk: thematisch-bibliographisches Verzeichnis seiner Kompositionen (dissertation, University of Vienna, 1984)
- J. Eppelsheim: Justin Heinrich Knechts 'Orgelschule' als Zeugnis süddeutscher Vorstellungen von Orgelklang und Orgelspiel um 1800, in Beiträge zu Orgelbau und Orgelmusik in Oberschwaben im 18. Jahrhundert (Ochsenhausen, 1988)
- H. Musch: Zu den Cantabile-Stücken in der Orgelschule von Justin Heinrich Knecht, in Beiträge zu Orgelbau und Orgelmusik in Oberschwaben im 18. Jahrhundert (Ochsenhausen, 1988)
- H.M. Miller: Die Orgelwerke von Justin Heinrich Knecht (Munich, 1990)
- H. Jung: Zwischen Malerey und Empfindung: zu den historischen und Ausdruck der ästhetischen Voraussetzungen von Justin Heinrich Knechts Le portrait musical de la nature (1785), in Studien zur Musikgeschichte: eine Festschrift für Ludwig Finscher, ed. A. Laubenthal and K. Kusan-Windweh (Kassel, 1995)